# Patinação artística nos Jogos Olímpicos de Inverno de 2014 – Individual masculino
O evento individual masculino da patinação artística nos Jogos Olímpicos de Inverno de 2014 foi realizado no Iceberg Skating Palace, em Sóchi, Rússia. O programa curto foi disputado no dia 13 de fevereiro e a patinação livre no dia 14 de fevereiro.

## Medalhistas
| Ouro   | JPN Yuzuru Hanyu |
| Prata  | CAN Patrick Chan |
| Bronze | KAZ Denis Ten    |

## Qualificação
O número de participantes para os eventos de patinação artística nos Jogos Olímpicos é limitado por uma quota definida pelo Comitê Olímpico Internacional. Um total de 30 quotas estão disponíveis para o individual masculino. Os países podem qualificar as vagas para os Jogos Olímpicos de Inverno de 2014 de duas maneiras. O país anfitrião, se não tiver qualificado em um evento, é dada ao país uma vaga.
A maior parte da qualificação ocorreu no Campeonato Mundial de 2013. No Campeonato Mundial, os países qualificados podem ter até 3 vagas em cada disciplina. 24 pontos foram qualificados no Campeonato. Os países que não se classificaram a nenhuma vaga competiram no Troféu Nebelhorn de 2013, onde as últimas seis vagas foram atribuídas. A qualificação final é resumida abaixo.
| Evento                                                    | Local      | Atletas per CON | Qualificado                                                                                      | Total |
| --------------------------------------------------------- | ---------- | --------------- | ------------------------------------------------------------------------------------------------ | ----- |
| Campeonato Mundial de Patinação Artística no Gelo de 2013 | London     | 3               | CAN Canadá JPN Japão                                                                             | 24    |
| Campeonato Mundial de Patinação Artística no Gelo de 2013 | London     | 2               | KAZ Cazaquistão ESP Espanha USA Estados Unidos FRA França CZE República Checa                    | 24    |
| Campeonato Mundial de Patinação Artística no Gelo de 2013 | London     | 1               | GER Alemanha CHN China UZB Uzbequistão RUS Rússia SWE Suécia BEL Bélgica AUT Áustria EST Estônia | 24    |
| Troféu Nebelhorn de 2013                                  | Oberstdorf | 1               | ISR Israel ROU Romênia PHI Filipinas AUS Austrália UKR Ucrânia ITA Itália                        | 6     |
| TOTAL                                                     |            |                 |                                                                                                  | 30    |

## Programação
A seguir está a programação da competição para os cinco eventos da modalidade.
Horário local (UTC+4).
| Data            | Horário | Rodada          |
| --------------- | ------- | --------------- |
| 13 de fevereiro | 19:00   | Programa curto  |
| 14 de fevereiro | 19:00   | Patinação livre |

## Resultados

### Programa curto
| Pos.                                 | Atletas                        | TSS                               | TES                               | PCS                               | SS                                | TR                                | PE                                | CH                                | IN                                | Ded                               | StN |
| ------------------------------------ | ------------------------------ | --------------------------------- | --------------------------------- | --------------------------------- | --------------------------------- | --------------------------------- | --------------------------------- | --------------------------------- | --------------------------------- | --------------------------------- | --- |
| 1                                    | JPN Yuzuru Hanyu               | 101.45                            | 54.84                             | 46.61                             | 9.36                              | 9.00                              | 9.50                              | 9.39                              | 9.36                              | 0.00                              | 19  |
| 2                                    | CAN Patrick Chan               | 97.52                             | 50.34                             | 47.18                             | 9.43                              | 9.32                              | 9.32                              | 9.54                              | 9.57                              | 0.00                              | 21  |
| 3                                    | ESP Javier Fernández           | 86.98                             | 43.87                             | 43.11                             | 8.54                              | 8.39                              | 8.61                              | 8.75                              | 8.82                              | 0.00                              | 20  |
| 4                                    | JPN Daisuke Takahashi          | 86.40                             | 41.75                             | 44.65                             | 8.86                              | 8.61                              | 9.04                              | 9.00                              | 9.14                              | 0.00                              | 29  |
| 5                                    | GER Peter Liebers              | 86.04                             | 47.26                             | 38.78                             | 7.71                              | 7.50                              | 7.86                              | 7.96                              | 7.75                              | 0.00                              | 27  |
| 6                                    | USA Jason Brown                | 86.00                             | 45.39                             | 40.61                             | 7.96                              | 7.82                              | 8.18                              | 8.29                              | 8.36                              | 0.00                              | 16  |
| 7                                    | FRA Brian Joubert              | 85.84                             | 45.11                             | 40.73                             | 8.18                              | 7.61                              | 8.54                              | 8.11                              | 8.29                              | 0.00                              | 24  |
| 8                                    | CHN Yan Han                    | 85.66                             | 44.94                             | 40.72                             | 8.43                              | 7.79                              | 8.11                              | 8.14                              | 8.25                              | 0.00                              | 28  |
| 9                                    | KAZ Denis Ten                  | 84.06                             | 43.49                             | 41.57                             | 8.46                              | 7.93                              | 8.36                              | 8.39                              | 8.43                              | 0.00                              | 26  |
| 10                                   | SWE Alexander Majorov          | 83.81                             | 45.52                             | 38.29                             | 7.75                              | 7.32                              | 7.79                              | 7.61                              | 7.82                              | 0.00                              | 22  |
| 11                                   | JPN Tatsuki Machida            | 83.48                             | 40.98                             | 42.50                             | 8.57                              | 8.32                              | 8.43                              | 8.54                              | 8.64                              | 0.00                              | 30  |
| 12                                   | CZE Michal Březina             | 81.95                             | 42.20                             | 39.75                             | 8.18                              | 7.64                              | 8.00                              | 8.00                              | 7.93                              | 0.00                              | 25  |
| 13                                   | CZE Tomáš Verner               | 81.09                             | 42.11                             | 39.98                             | 8.04                              | 7.68                              | 8.04                              | 8.04                              | 8.18                              | −1.00                             | 18  |
| 14                                   | FRA Florent Amodio             | 75.58                             | 35.79                             | 39.79                             | 8.00                              | 7.57                              | 8.11                              | 7.93                              | 8.18                              | 0.00                              | 23  |
| 15                                   | USA Jeremy Abbott              | 72.58                             | 37.21                             | 37.37                             | 7.86                              | 7.18                              | 7.18                              | 7.61                              | 7.54                              | −2.00                             | 11  |
| 16                                   | BEL Jorik Hendrickx            | 72.52                             | 39.88                             | 32.64                             | 6.71                              | 6.25                              | 6.71                              | 6.43                              | 6.54                              | 0.00                              | 4   |
| 17                                   | CAN Kevin Reynolds             | 68.76                             | 33.98                             | 36.78                             | 7.46                              | 7.07                              | 7.29                              | 7.32                              | 7.64                              | −2.00                             | 17  |
| 18                                   | UZB Misha Ge                   | 68.07                             | 35.64                             | 32.43                             | 6.18                              | 6.18                              | 6.64                              | 6.54                              | 6.89                              | 0.00                              | 3   |
| 19                                   | PHI Michael Christian Martinez | 64.81                             | 33.31                             | 31.50                             | 6.21                              | 6.04                              | 6.46                              | 6.36                              | 6.43                              | 0.00                              | 5   |
| 20                                   | KAZ Abzal Rakimgaliev          | 64.18                             | 34.50                             | 29.68                             | 5.93                              | 5.61                              | 6.00                              | 6.00                              | 6.14                              | 0.00                              | 6   |
| 21                                   | UKR Yakov Godorozha            | 62.65                             | 34.08                             | 28.57                             | 5.75                              | 5.64                              | 5.75                              | 5.75                              | 5.68                              | 0.00                              | 2   |
| 22                                   | ISR Alexei Bychenko            | 62.44                             | 32.05                             | 31.39                             | 6.32                              | 6.00                              | 6.32                              | 6.36                              | 6.39                              | −1.00                             | 15  |
| 23                                   | EST Viktor Romanenkov          | 61.55                             | 34.16                             | 27.39                             | 5.68                              | 5.07                              | 5.61                              | 5.57                              | 5.46                              | 0.00                              | 8   |
| 24                                   | ROU Zoltán Kelemen             | 60.41                             | 30.40                             | 30.01                             | 6.25                              | 5.68                              | 6.00                              | 6.04                              | 6.04                              | 0.00                              | 12  |
| Não avançaram para a patinação livre |                                |                                   |                                   |                                   |                                   |                                   |                                   |                                   |                                   |                                   |     |
| 25                                   | ESP Javier Raya                | 59.76                             | 28.91                             | 30.85                             | 6.07                              | 5.96                              | 6.21                              | 6.29                              | 6.32                              | 0.00                              | 14  |
| 26                                   | AUT Viktor Pfeifer             | 56.60                             | 25.23                             | 31.37                             | 6.43                              | 6.04                              | 6.29                              | 6.32                              | 6.29                              | 0.00                              | 13  |
| 27                                   | ITA Paul Bonifacio Parkinson   | 56.30                             | 28.91                             | 28.39                             | 5.68                              | 5.39                              | 5.71                              | 5.75                              | 5.86                              | −1.00                             | 10  |
| 28                                   | CAN Liam Firus                 | 55.04                             | 27.47                             | 29.57                             | 6.19                              | 5.75                              | 5.75                              | 5.89                              | 6.00                              | −2.00                             | 1   |
| 29                                   | AUS Brendan Kerry              | 47.12                             | 21.87                             | 26.25                             | 5.46                              | 5.11                              | 5.04                              | 5.43                              | 5.21                              | −1.00                             | 9   |
| —                                    | RUS Evgeni Plushenko           | Desistiu devido a motivos médicos | Desistiu devido a motivos médicos | Desistiu devido a motivos médicos | Desistiu devido a motivos médicos | Desistiu devido a motivos médicos | Desistiu devido a motivos médicos | Desistiu devido a motivos médicos | Desistiu devido a motivos médicos | Desistiu devido a motivos médicos | 7   |

### Patinação livre
| Pos. | Atletas                        | TSS    | TES   | PCS   | SS   | TR   | PE   | CH   | IN   | Ded   | StN |
| ---- | ------------------------------ | ------ | ----- | ----- | ---- | ---- | ---- | ---- | ---- | ----- | --- |
| 1    | JPN Yuzuru Hanyu               | 178.64 | 89.66 | 90.98 | 9.07 | 8.96 | 8.89 | 9.21 | 9.36 | –2.00 | 21  |
| 2    | CAN Patrick Chan               | 178.10 | 85.40 | 92.70 | 9.39 | 9.25 | 8.93 | 9.39 | 9.39 | 0.00  | 22  |
| 3    | KAZ Denis Ten                  | 171.04 | 88.90 | 82.14 | 8.21 | 7.89 | 8.36 | 8.32 | 8.29 | 0.00  | 13  |
| 4    | JPN Tatsuki Machida            | 169.94 | 88.22 | 82.72 | 8.39 | 7.93 | 8.36 | 8.32 | 8.36 | –1.00 | 18  |
| 5    | ESP Javier Fernández           | 166.94 | 77.80 | 89.14 | 8.64 | 8.75 | 9.00 | 9.00 | 9.18 | 0.00  | 19  |
| 6    | JPN Daisuke Takahashi          | 164.27 | 73.27 | 91.00 | 9.11 | 8.82 | 9.04 | 9.14 | 9.39 | 0.00  | 20  |
| 7    | CHN Yan Han                    | 160.54 | 80.60 | 79.94 | 8.54 | 7.75 | 8.04 | 7.89 | 7.75 | 0.00  | 17  |
| 8    | USA Jeremy Abbott              | 160.12 | 78.10 | 82.02 | 8.07 | 7.79 | 8.18 | 8.36 | 8.61 | 0.00  | 9   |
| 9    | CAN Kevin Reynolds             | 153.47 | 79.83 | 73.64 | 7.43 | 7.14 | 7.43 | 7.43 | 7.39 | 0.00  | 12  |
| 10   | CZE Tomáš Verner               | 151.90 | 73.98 | 78.92 | 8.00 | 7.57 | 7.86 | 7.96 | 8.07 | –1.00 | 11  |
| 11   | GER Peter Liebers              | 153.83 | 75.97 | 78.86 | 7.75 | 7.79 | 7.86 | 8.07 | 7.96 | –1.00 | 23  |
| 12   | USA Jason Brown                | 152.37 | 68.09 | 84.28 | 8.14 | 8.43 | 8.32 | 8.54 | 8.71 | 0.00  | 24  |
| 13   | CZE Michal Březina             | 151.67 | 75.31 | 77.36 | 8.00 | 7.43 | 7.89 | 7.75 | 7.61 | –1.00 | 16  |
| 14   | FRA Brian Joubert              | 145.93 | 69.51 | 76.42 | 7.89 | 7.00 | 7.93 | 7.75 | 7.64 | 0.00  | 14  |
| 15   | SWE Alexander Majorov          | 141.05 | 66.05 | 75.00 | 7.64 | 7.25 | 7.57 | 7.50 | 7.54 | 0.00  | 15  |
| 16   | BEL Jorik Hendrickx            | 141.52 | 73.88 | 67.64 | 6.89 | 6.43 | 6.82 | 6.86 | 6.82 | 0.00  | 8   |
| 17   | UZB Misha Ge                   | 135.19 | 69.63 | 65.56 | 6.39 | 6.07 | 6.82 | 6.43 | 7.07 | 0.00  | 7   |
| 18   | FRA Florent Amodio             | 123.06 | 49.00 | 74.06 | 7.61 | 6.96 | 7.46 | 7.32 | 7.68 | 0.00  | 10  |
| 19   | UKR Yakov Godorozha            | 119.54 | 65.12 | 54.42 | 5.57 | 5.14 | 5.54 | 5.50 | 5.46 | 0.00  | 2   |
| 20   | PHI Michael Christian Martinez | 119.44 | 62.58 | 57.86 | 5.93 | 5.68 | 5.79 | 5.71 | 5.82 | –1.00 | 3   |
| 21   | ISR Alexei Bychenko            | 114.62 | 59.96 | 55.66 | 5.93 | 5.25 | 5.61 | 5.61 | 5.43 | –1.00 | 1   |
| 22   | KAZ Abzal Rakimgaliev          | 110.22 | 53.92 | 56.30 | 5.86 | 5.18 | 5.54 | 5.75 | 5.82 | 0.00  | 5   |
| 23   | ROU Zoltán Kelemen             | 98.35  | 50.27 | 51.08 | 5.54 | 4.79 | 4.89 | 5.25 | 5.07 | –3.00 | 4   |
| 24   | EST Viktor Romanenkov          | 78.44  | 32.42 | 48.02 | 5.32 | 4.54 | 4.54 | 5.07 | 4.54 | –2.00 | 6   |

### Geral
| Pos.                                 | Atleta                         | TP                                | SP                                | SP                                | FS                                | FS                                |
| ------------------------------------ | ------------------------------ | --------------------------------- | --------------------------------- | --------------------------------- | --------------------------------- | --------------------------------- |
| Medalha de ouro                      | JPN Yuzuru Hanyu               | 280.09                            | 1                                 | 101.45                            | 1                                 | 178.64                            |
| Medalha de prata                     | CAN Patrick Chan               | 275.62                            | 2                                 | 97.52                             | 2                                 | 178.10                            |
| Medalha de bronze                    | KAZ Denis Ten                  | 255.10                            | 9                                 | 84.06                             | 3                                 | 171.04                            |
| 4                                    | ESP Javier Fernández           | 253.92                            | 3                                 | 86.98                             | 5                                 | 166.94                            |
| 5                                    | JPN Tatsuki Machida            | 253.42                            | 11                                | 83.48                             | 4                                 | 169.94                            |
| 6                                    | JPN Daisuke Takahashi          | 250.67                            | 4                                 | 86.40                             | 6                                 | 164.27                            |
| 7                                    | CHN Yan Han                    | 246.20                            | 8                                 | 85.66                             | 7                                 | 160.54                            |
| 8                                    | GER Peter Liebers              | 239.87                            | 5                                 | 86.04                             | 9                                 | 153.83                            |
| 9                                    | USA Jason Brown                | 238.37                            | 6                                 | 86.00                             | 11                                | 152.37                            |
| 10                                   | CZE Michal Březina             | 233.62                            | 12                                | 81.95                             | 13                                | 151.67                            |
| 11                                   | CZE Tomáš Verner               | 232.99                            | 13                                | 81.09                             | 12                                | 151.90                            |
| 12                                   | USA Jeremy Abbott              | 232.70                            | 15                                | 72.58                             | 8                                 | 160.12                            |
| 13                                   | FRA Brian Joubert              | 231.77                            | 7                                 | 85.84                             | 14                                | 145.93                            |
| 14                                   | SWE Alexander Majorov          | 224.86                            | 10                                | 83.81                             | 16                                | 141.05                            |
| 15                                   | CAN Kevin Reynolds             | 222.23                            | 17                                | 68.76                             | 10                                | 153.47                            |
| 16                                   | BEL Jorik Hendrickx            | 214.04                            | 16                                | 72.52                             | 15                                | 141.52                            |
| 17                                   | UZB Misha Ge                   | 203.26                            | 18                                | 68.07                             | 17                                | 135.19                            |
| 18                                   | FRA Florent Amodio             | 198.64                            | 14                                | 75.58                             | 18                                | 123.06                            |
| 19                                   | PHI Michael Christian Martinez | 184.25                            | 19                                | 64.81                             | 20                                | 119.44                            |
| 20                                   | UKR Yakov Godorozha            | 182.19                            | 21                                | 62.65                             | 19                                | 119.54                            |
| 21                                   | ISR Alexei Bychenko            | 177.06                            | 22                                | 62.44                             | 21                                | 114.62                            |
| 22                                   | KAZ Abzal Rakimgaliev          | 174.40                            | 20                                | 64.18                             | 22                                | 110.22                            |
| 23                                   | ROU Zoltán Kelemen             | 158.76                            | 24                                | 60.41                             | 23                                | 98.35                             |
| 24                                   | EST Viktor Romanenkov          | 139.99                            | 23                                | 61.55                             | 24                                | 78.44                             |
| Não avançaram para a patinação livre |                                |                                   |                                   |                                   |                                   |                                   |
| 25                                   | ESP Javier Raya                | 59.76                             | 25                                | 59.76                             | —                                 | —                                 |
| 26                                   | AUT Viktor Pfeifer             | 56.60                             | 26                                | 56.60                             | —                                 | —                                 |
| 27                                   | ITA Paul Bonifacio Parkinson   | 56.30                             | 27                                | 56.30                             | —                                 | —                                 |
| 28                                   | CAN Liam Firus                 | 55.04                             | 28                                | 55.04                             | —                                 | —                                 |
| 29                                   | AUS Brendan Kerry              | 47.12                             | 29                                | 47.12                             | —                                 | —                                 |
| —                                    | RUS Evgeni Plushenko           | Desistiu devido a motivos médicos | Desistiu devido a motivos médicos | Desistiu devido a motivos médicos | Desistiu devido a motivos médicos | Desistiu devido a motivos médicos |

Legenda
| Recorde mundial      | Recorde mundial (World record)               |                       | Recorde africano                      | Recorde africano (African) |                                           | Q | Classificado por posição (Qualified) |
| Recorde olímpico     | Recorde olímpico (Olympic record)            | Recorde da América    | Recorde da América (Americas)         | q                          | Classificado por melhor tempo (Qualified) |   |                                      |
| Melhor marca do ano  | Melhor marca do ano (World leading)          | Recorde asiático      | Recorde asiático (Asian)              | DNS                        | Não largou (Did not start)                |   |                                      |
| Recorde nacional     | Recorde nacional (National record)           | Recorde europeu       | Recorde europeu (European)            | DNF                        | Não terminou (Did not finish)             |   |                                      |
| Recorde pessoal      | Recorde pessoal do atleta (Personal best)    | Recorde da Oceania    | Recorde da Oceania (Oceania)          | DSQ / DQ                   | Desclassificado (Disqualified)            |   |                                      |
| Recorde da temporada | Recorde da temporada do atleta (Season best) | Recorde sul-americano | Recorde sul-americano (South America) | NM                         | Sem marca (No mark)                       |   |                                      |